# Scobicia chevrieri
Scobicia chevrieri é uma espécie de insetos coleópteros polífagos pertencente à família Bostrichidae.
A autoridade científica da espécie é Villa & Villa, tendo sido descrita no ano de 1835.
Trata-se de uma espécie presente no território português.